# Icterus abeillei
El bolsero dorsioscuro (Icterus abeillei) también conocido como calandria flancos negros, turpial dorsinegro, bolsero espalda negra, ictérido anaranjado o turpial oscuro, es una especie de ave paseriforme de la familia Icteridae. Es endémica de México. Su hábitat natural son los bosques húmedos y montanos, pero también habita en ciudades.